# Задарский университет
Задарский университет (хорв. Sveučilište u Zadru, лат. Universitas Studiorum Jadertina) — университет в хорватском городе Задар. Первый университет основан в 1396 году, современный — в 2003 году.

## История
По некоторым источникам, в 1396 году доминиканцы в Задаре основали высшую богословско-философскую школу типа Studium generale. В 1553 году это заведение стало называться Universitas Jadertina и даже получило право присуждать научные степени. В 1806—1807 годах, при Наполеоне, высшая школа деградировала в лицей. В 1955 году здесь был основан философский факультет — первый хорватский университетский институт новейшего времени за пределами Загреба. 4 июля 2002 года хорватский парламент принял постановление об учреждении университета. 25 марта 2003 года состоялось первое заседания университетского совета, на котором был утверждён устав этого вуза.

## Структура
Университет Задара состоит из 25 факультетов (отдела):
- Богословский факультет
- Исторический факультет
- Мореходный факультет
- Педагогический факультет
- Факультет англистики
- Факультет археологии
- Факультет французских и иберороманских исследований
- Факультет географии
- Факультет германистики
- Факультет информационных наук
- Факультет исследования здоровья
- Факультет исследования образования в Госпиче
- Факультет истории искусств
- Факультет итальянистики
- Факультет классической филологии
- Факультет кроатистики и славистики
- Факультет лингвистики
- Факультет образования и дошкольного воспитания
- Факультет психологии
- Факультет социологии
- Факультет туризма и коммуникационных наук
- Факультет экологии, агрономии и аквакультуры
- Факультет этнологии и антропологии
- Философский факультет
- Экономический факультет